# Xaver Widmeier
Xaver Widmeier (* 15. Oktober 1890 in Haunstetten; † 11. Oktober 1955 ebenda) war ein deutscher Kommunalpolitiker. Er war Bürgermeister von Haunstetten und ist der 21. Ehrenbürger Augsburgs.

## Biografie
Widmeier wurde 1919 zum Bürgermeister von Haunstetten ernannt, eine damals eigenständigen Gemeinde vor den Toren Augsburgs (Eingemeindung 1972 im Zuge der Gebietsreform). Im Jahr 1933 trat Widmeier aus der SPD aus und in die NSDAP ein. Bis auf eine zweijährige Unterbrechung nach dem Zweiten Weltkrieg behielt er das Amt des Bürgermeisters bis zu seinem Tod. Er galt zu diesem Zeitpunkt als dienstältester Bürgermeister in Bayern.
Während seiner Amtszeit wurde Haunstetten zur Stadt erhoben (1952). Im gleichen Jahr wurde Widmeier zum Ehrenbürger Haunstettens ernannt. Widmeier förderte in den 1920er und 1930er Jahren die Ansiedlung von Industriebetrieben und steigerte die Einwohnerzahl Haunstettens merklich.